# Cuadrilátero de la moda
El cuadrilátero de la moda (en italiano: Quadrilatero della moda; pronunciado /kwadriˈlaːtero della ˈmɔːda/) es un barrio del centro de Milán (Italia), conocido en todo el mundo por ser una zona de tiendas de lujo, en la que se concentran algunas de las joyerías, boutiques y showrooms más exclusivas de ropa, muebles y diseño.

## Descripción
Situado en el Municipio 1 de Milán, al sur de los arcos de Porta Nuova, en pleno centro de la ciudad, el barrio —también conocido con el nombre de «cuadrilátero de oro de la moda» (en italiano: Quadrilatero d'oro della moda)— se llama así porque está delimitado por cuatro calles célebres: la Via Monte Napoleone al suroeste, la Via Manzoni al noroeste, la Via della Spiga al noreste y el Corso Venezia al sureste.
Importante foco de las compras de lujo y centro neurálgico de los eventos de la semana de la moda de Milán, contiene numerosas tiendas de ropa de las firmas de moda más relevantes, tanto italianas como internacionales, así como talleres, estudios y showrooms que atraen a turistas de todo el mundo.
El corazón del cuadrilátero de la moda es la Via Monte Napoleone —cuyo nombre data de 1804, durante la dominación napoleónica—, que es la calle más cara del mundo según el informe Main streets across the world 2024 de Cushman & Wakefield, que clasifica las calles de tiendas más caras a nivel mundial en función del coste del alquiler de locales comerciales.
En su interior, el barrio está enriquecido por calles muy elegantes, como la Via Borgospesso, la Via Santo Spirito, la Via Gesù, la Via Sant'Andrea, la Via Bagutta y la Via Verri. Toda esta zona, además, es animada desde el punto de vista cultural: entre sus edificios históricos y de relevancia arquitectónica se pueden mencionar las casas museo Poldi Pezzoli y Bagatti Valsecchi, el Palazzo Morando, el Grand Hotel et de Milan, la iglesia de San Francesco di Paola, el Palazzo Gallarati Scotti y el Palazzo Borromeo d'Adda.
La zona también se extiende en la práctica al noroeste de la Via Manzoni con la Via Pisoni y al suroeste de la Via Monte Napoleone con el Corso Giacomo Matteotti (que confluye con el Corso Venezia en la Piazza San Babila), la Piazza Meda, la Via San Pietro all'Orto y la Via Verri.
Desde junio de 2024 está prohibido el acceso al cuadrilátero de la moda por parte de los automóviles de no residentes.